# 索马里兰
索馬里蘭共和國，通稱索馬利蘭，是位於非洲之角东北部的一个未受国际普遍承认的国家，該國东部和索马里邦特兰州接壤，西部和南部与衣索比亞接壤，吉布提在其西北方，北面隔着亞丁灣和也门相望。面積176120平方公里，首都哈爾格薩。
1884年该地成为英國殖民地，被称作英屬索馬里蘭。1960年6月26日脱离英国独立為索马里兰国；五天后，即1960年7月1日，再与南方一帶的義屬索馬里蘭合併为索马里共和国。1991年5月18日索馬里內戰時，西北部的伊萨克部族组成的索马里民族运动宣佈脱离索馬里，將原英属索马里兰地区獨立為「索馬里蘭共和國」。索马里兰對原索馬里18個州份中的5個宣稱擁有主權，並實際控制其中4個（奥达勒州、沃戈伊加勒贝德州、托格代尔州大部分、萨纳格州部分，並主張擁有卡圖莫控制的索勒州）。

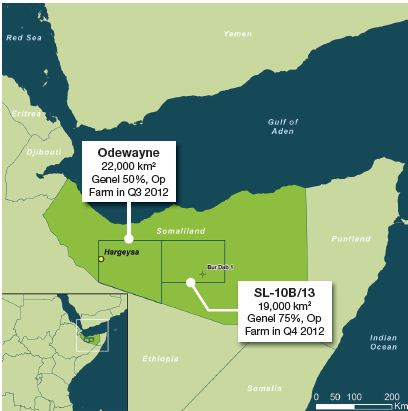

索马里兰是世界上实际控制领土面积最大的未受国际普遍承认的国家，多數國家因索馬里聯邦政府的反對而仍將索馬里蘭視為索馬里的联邦成员州之一。目前索马里兰僅和衣索比亞保持非正式的官方往來，後者作為內陸國家以交換出海口為目的而支持索馬利蘭，該國還獲得同樣也是未受国际普遍承认国家的中華民國之非正式承認，也是少數設立台灣代表處的國家。

## 歷史

索马里内战形势图，黄色部分为索马里兰的实控区，与伊萨克部族分布区大致相同，红色部分为索马里联邦政府及其盟友的实控区，灰色为青年党统治区。

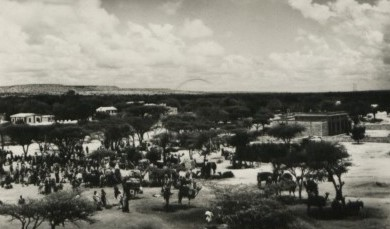
英属索马里兰时期哈尔格萨的妇女市场

歷史上該地區稱英属索馬利蘭，是英國的保護國。第二次世界大戰時被意屬東非的義大利軍隊佔領，后英軍解放。1960年6月26日該地區獨立為索馬利蘭國，五天後的7月1日與剛獨立的意属索马里合併为「索馬里共和國」，原索马里兰总理穆罕默德·哈吉·易卜拉欣·埃加勒出任索馬里国防部长，1962年转任教育部长，1967年当选索馬里總理，但於1969年被政變推翻。
居民主要属索马里人中的伊萨克部族。1981年成立于英国伦敦总部的索马里民族运动随后为致力于索马里西北独立的运动。索马里入侵欧加登失败后原有经济和军事意义的建筑物大都在战争中被摧毁，索馬利蘭人民因此起来反抗摩加迪沙的西亚德·巴雷独裁政权，这进而导致了来自政府的大规模平叛行动。1991年索馬里中央政權崩潰之后，索马里民族运动随即控制了索马里西北部地区，并在同年的5月18日索馬里西北部地區宣布獨立为「索馬利蘭共和国」，并认为自己是之前曾短暂存在的「索馬利蘭國」的继承者。
已故的阿卜杜拉赫曼·艾哈邁德·阿里·圖爾是索馬利蘭第一任总统，之后在1993年，由召开于博拉马的全国和解大会任命索马里前总理穆罕默德·哈吉·易卜拉欣·埃加勒为继任總統。这个大会召开了四个月，不但带来了安全环境的逐步改善，而且巩固了这一刚刚成立的政权。1998年埃加勒再次被任命为总统。
自從索馬利蘭獨立以後，始終與相邻的索馬利亞东北部的邦特蘭自治政府有領土糾紛，雙方都聲稱對原索馬里的薩納格和蘇爾兩州擁有管轄權。2000年代的時任邦特蘭領導人阿卜杜拉希·优素福·艾哈迈德上校多次率部隊對索馬利蘭東部邊境進行了小規模侵擾，該地區局勢的不穩定，引起聯合國憂慮。
2001年5月31日举行全民公决，通过了含有独立条款的新宪法。2002年5月3日埃加勒逝世後，由副總統達希爾·雷亞萊·卡欣宣誓就任為代總統，後於2003年的第一次索馬利蘭全民直選總統中当选为总统。
2006年伊斯兰法院联盟和埃塞俄比亚支持的索马里过渡联邦政府爆發索馬利亞戰事，雖部分戰事有在索馬利蘭領土內但並没有直接影响。2007年7月1日，薩那格州部分地區成立马希尔国宣布從索馬利蘭中獨立，脫離邦特蘭和索馬里蘭共和國；至2009年1月，马希尔国被併入邦特蘭。2012年4月，托格代爾州南部的卡圖莫勢力成立，2017年10月20日，卡图莫与索马里兰达成协议，以修改索马里兰宪法为条件，将卡图莫并入索马里兰。2023年2月6日，索马里杜尔巴汉特部族长老宣布他们打算在索马里境内组建一个名为“索马里卡图莫临时行政区”的自治地方政府。2023年10月19日，索马里联邦政府承认索马里卡图莫政府为临时政府，卡图莫宣布脱离索马里兰。在拉斯阿诺德发生大规模民间骚乱后，卡图莫自治地方政府于2023年2月6日重新建立。

## 政治

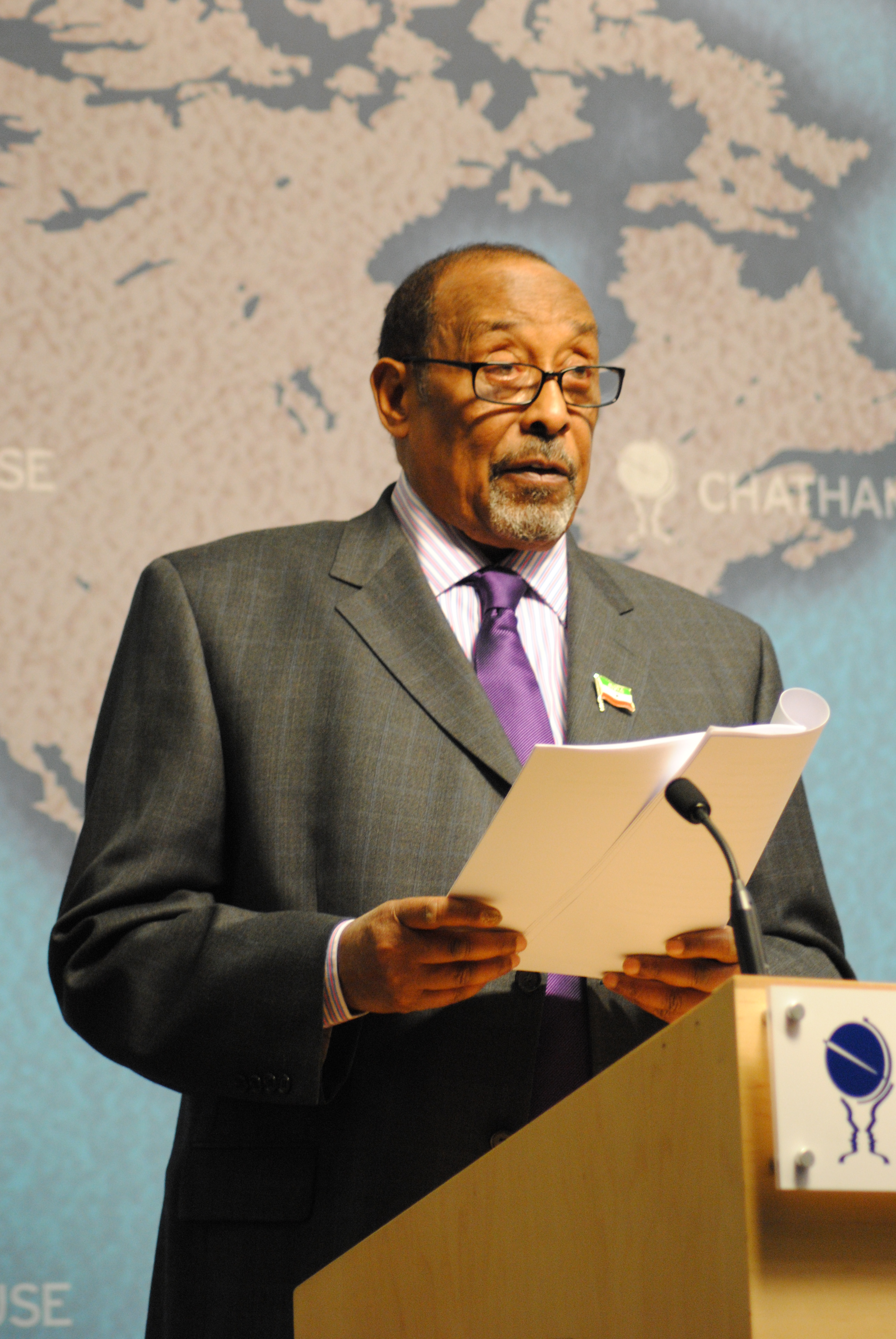
第四任總統艾哈邁德·穆罕默德·馬哈茂德2010年於英國漆咸樓發表演說

### 政治体制
索馬利蘭已经按照索馬利蘭宪法，形成了一个混合传统部落和现代西方体制的管理系统。经过一系列的跨部族会议之后，最终于1993年的「博拉马会议」上达成协议，一个叫做「qabil」的管理系统被建立，这一系统包括了一个行政系统，有总统，副总统和部长组成的内阁，一个两院制议会和一个独立的司法系统。传统的索马里部族长老制议会被合并到这一管理系统中进而形成了上议院，负责选出总统以及处理内部冲突。政府实际上成为了一个「『索馬利蘭』主要部族分享权力的结合体」，同样的，上议院和下议院的席位也是按照事先约定的比例在部族中分配。随着这个临时过渡政府的多次扩充，2001年7月首任總統埃加勒因与反对派发生矛盾而另外成立联合人民民主党，并通过了党章建立了中央委员会。2002年索馬利蘭走向多党制，形成了由6个党派竞争区议会选举的局面。索马里兰现有正義和福利黨、库尔米耶和平、团结与发展党和索马里兰民族党三个主要政党。

### 外交关系

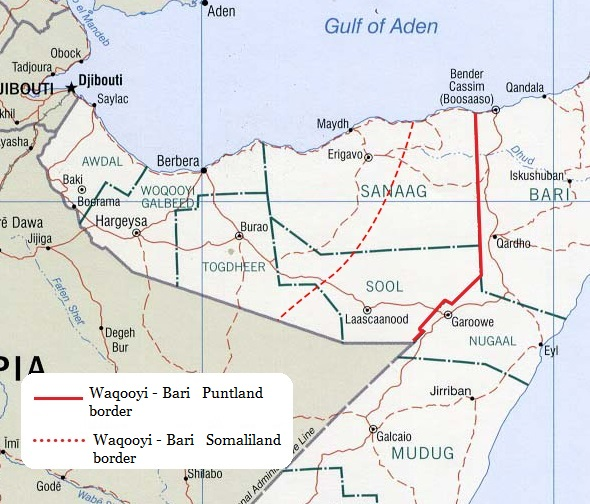
索馬利蘭和邦特兰的边界冲突。部分冲突地区包括現今索馬利亞的邦特蘭。

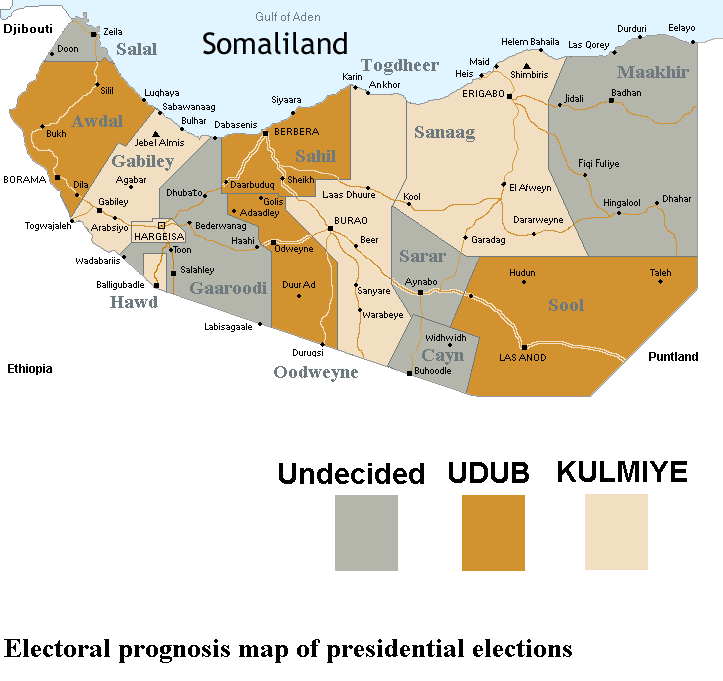
灰色的戰亂衝突區

索馬利蘭与一些国家有政治上的往来，包括英国、埃塞俄比亚、比利时、加纳、南非、瑞典以及吉布提（维持至2006年）。在2007年1月17日，欧盟派出一个外交事务代表团前往商讨未来合作事宜。非洲联盟也派出了一位外交部长前往讨论国际承认的前景并且在2007年1月29日和30日，这位部长说他们将会和其他成员国讨论是否承认事宜。2007年6月，时任埃塞俄比亚总理梅莱斯·泽纳维会晤了達希爾·雷亞萊·卡欣，并被埃塞俄比亚外交部发出的官方公报中称为索馬利蘭總統，这也是索馬利蘭總統第一次被另外一个政府承认。但是埃塞俄比亚否认这是一个官方承认的举动，它仅仅被视为迈向埃塞俄比亚单方面声明的可能采取的步骤，以防止非洲联盟在朝向承认索馬利蘭的道路上失败。
索馬利蘭总统率领的一个代表团出现在乌干达坎帕拉举行的2007年英联邦政府首脑会议上。同年11月27日欧盟三大主要政党之一的欧洲自由民主改革党領導人写信给哈维尔·索拉纳（欧盟共同外交与安全政策（CFSP）高级代表兼欧盟理事会秘书长）和索馬利蘭总统達希爾·雷亞萊·卡欣要求欧盟承认索馬利蘭。12月，布什政府就是否支持不稳定的索马里临时过渡政府还是转而承认较稳定的索馬利蘭共和国问题进行了讨论。
2019年因几内亚总统阿尔法·孔戴邀请索马里兰总统繆斯·比希·阿卜迪访问和2020年乌胡鲁·肯雅塔邀请阿卜迪访问肯尼亚，索马里联邦政府立即宣布與几内亚和肯尼亚断交，同时警告其他国家不要侵犯索马里的主权和统一。
2020年2月26日，索馬里蘭共和國外交部部長穆雅辛訪問中華民國時與中華民國外交部部長吳釗燮在台北賓館共同簽署《中華民國（臺灣）政府與索馬利蘭共和國政府雙邊議定書》。7月1日，兩國確認雙方將互設代表處，中華民國外交部在公文中称索马里兰为“国家”，即表示索马里兰已得到中華民國的非正式承认，不過兩國並未建交。

### 边界纠纷
索馬利蘭共和国继续声称对前英屬索馬利蘭地区全部拥有主权，而索馬利蘭一开始只控制着前英属索馬利蘭的西半部领土。东北部的馬希爾地区则在2007年7月1日宣布自己为索马里内的一个自治地区，并宣称拥有薩那格的主权，但未获承认。另外，东南部的苏尔地区与邦特兰有争议，后者自从2003年以来事实上控制着这一地区。在最西边的奧达勒也存在着分离运动。
邦特兰和索馬利蘭之间的冲突局势在2007年10月进一步升级，当时索馬利蘭武力占领了苏尔地区的首府拉斯阿諾得。
苏尔、薩那格和埃因地区的居民已经建立了“北索马里联合运动”，并宣布要促进泛索马里的和平和统一。这些地区的多勒巴汉特部族酋长发布了一项声明给国际社会和索马里人民，表示多勒巴汉特部无论过去和现在既不是索馬利蘭的一部分，也不承认其存在，而多勒巴汉特和索馬利蘭之前更没有任何协定，同时坚信索马里的统一是神圣不可侵犯的。但卡图莫州在2017年與索馬里蘭政府簽署協議後，其政府機關加入索馬里蘭政府，該協議規定了對索馬里蘭憲法的修改，並將該組織納入索馬里蘭政府。2017年10月，阿里·哈利夫·加莱德和西拉尼奥达成的协议未能实施，因为该协议遭到了伊萨克部族和在2017年11月的选举中赢得索马里兰总统职位的穆塞·比希的拒绝。这标志着索马里兰控制的卡图莫州的终结，直到2023年拉斯阿诺德冲突期间才得以重建。2023年2月，拉萨诺德当地领导人宣布他们“永远不会接受或参与索马里兰的分裂主义计划”，并宣布效忠索马里联邦政府。

### 军事力量
索馬利蘭陆军和索馬利蘭警察部队是索馬利蘭共和国的主要军事力量，他们还负责内部安全事务同时隶属于军方。目前共有大约30,000人活跃在索馬利蘭。索馬利蘭陆军和警察以及保安部队占政府预算的最大一块。现在负责索馬利蘭陆军的是国防部長阿卜迪卡尼·穆罕默德·阿泰耶  （Adan Mire Mohammed MP）。
某些军事装备是在埃加勒执政时期购买的，以保证军队的日常防务以及必要的调动。军队由12个分部组成，包括了4个坦克旅，45个机械化步兵旅，4个海军陆战队，地对空导弹旅，3个炮兵旅，300个野战营和一个防空营。裝備是冷戰前期生產老式的蘇聯T-55坦克約80台為主，其餘是拼裝的裝甲車，但有從西方國家不明管道取得的步兵用拖式飛彈一批形成部分反坦克能力，使其在游擊戰中獲得部分優勢。

### 政治地位
國際間與索馬利亞有官方關係的國家均接受索馬利亞的主張——索馬利蘭是索馬利亞的一部份，但事實上索馬利蘭政府的運作，是一個「獨立政治實體」。索馬利蘭的政權雖然目前不獲任何國際承認，但實際上保持了穩定的存續。其原因主要是因為伊薩克部族在該國人口中佔據了絕對的多數，另外，聯合國和非洲聯盟成員反對更改現有非洲國界的傾向亦造成索馬利蘭不被國際承認的原因。不過，歷史上英國、蘇聯和美國的軍事援助項目也為這一地區打下了良好的經濟基礎。索馬利蘭與衣索比亞維持緊密的關係，并在其首都設立领事馆，2020年7月，該國與中華民國互設代表处。

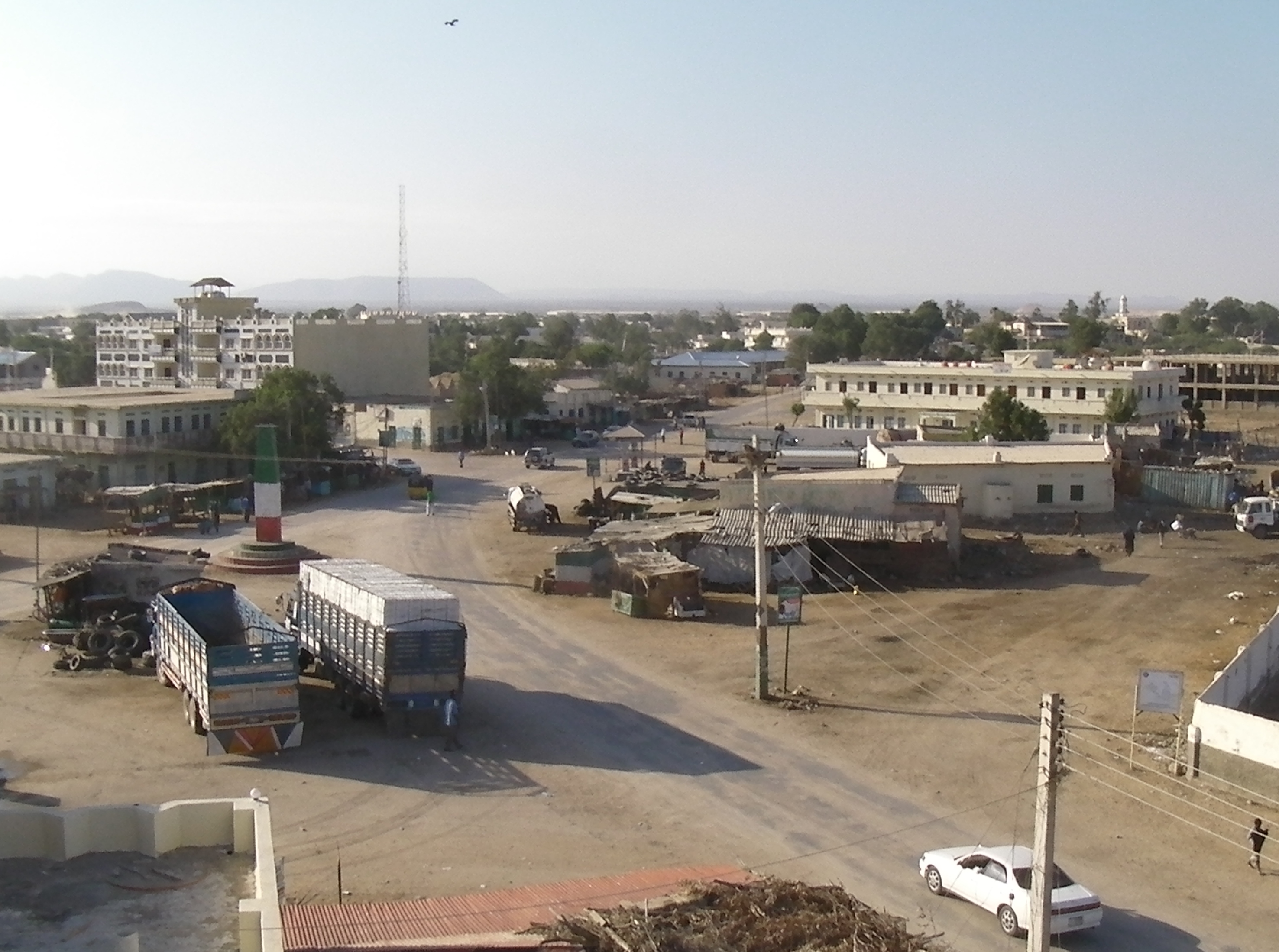
索馬利蘭最大的海港-柏培拉
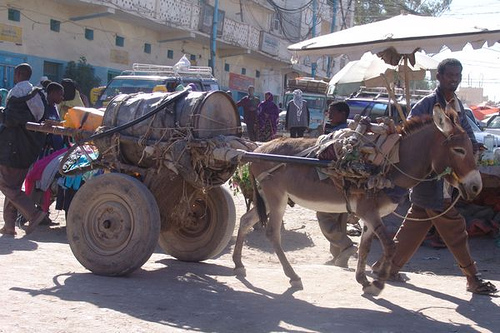
使用驴車的市場
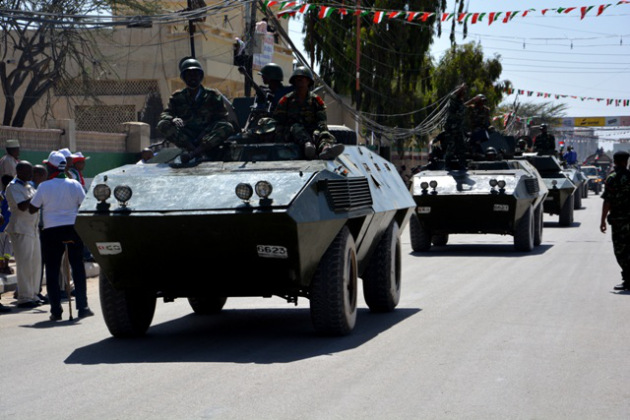
索马里兰裝甲車
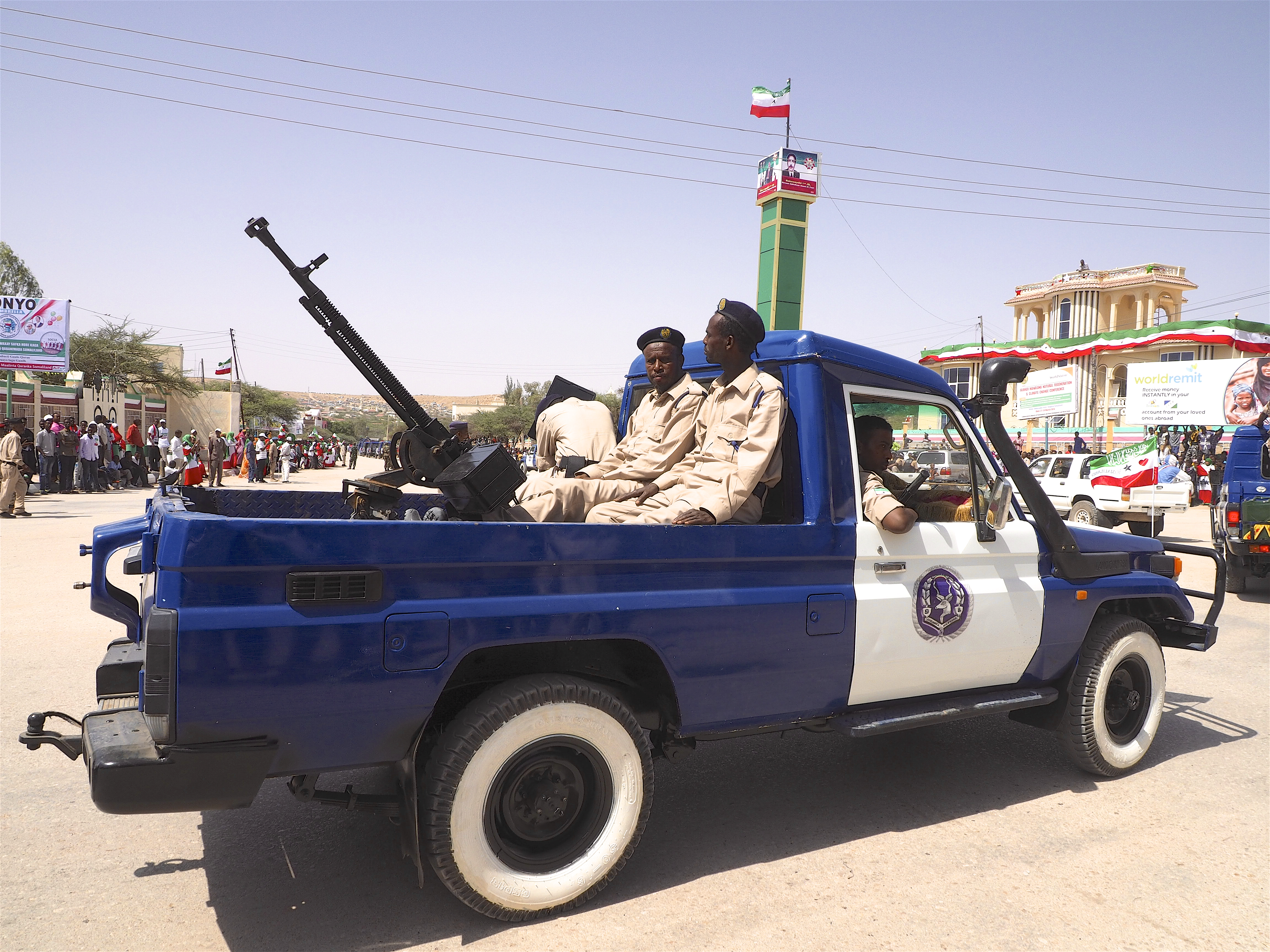
索马里兰军事力量

## 地理

索馬里蘭的地理地圖

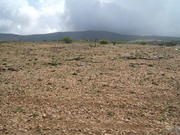
哈爾格薩郊外

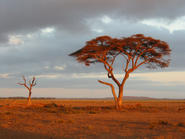
布拉奥市郊

索馬利蘭面积为137,600平方（53,100平方英里），位于非洲之角靠近戰略要地曼德海峽，南北是居于北纬8°-11.5°之间，东西则是在东经42.5°-49°之间。在西边与吉布提共和国共享边界，南部则是和埃塞俄比亚联邦共和国接壤，邦特兰地区在其东北方同时索马里在其东南部，北面隔亞丁灣和也门相望。索馬利蘭拥有460英里（740）海岸线，其中大多数是沿着红海岸边。
索馬利蘭的气候是既潮湿又干燥。北部地区属于丘陵地形，且很多地方海拔在海平面上900和2,100米之间。奧達勒、薩赫勒和沃戈伊加勒貝德地区较肥沃且为山地，其中奧達勒地区以它的海边岛屿、珊瑚礁和红树林出名。而托格代爾则是半沙漠气候，附近有少量肥沃的绿洲。
埃里加博往北10公里还保留着刺柏森林沿着可以俯瞰亚丁湾的悬崖分布。这段悬崖大致有海拔2,000（6,600英尺）高，在这里从埃里加博来的道路则延伸至海边。往西2公里则可能是索馬利蘭和索马里境内的最高点欣比里斯山，高2,460（8,070英尺）。
索馬利蘭某些地区的绿洲吸引了斑马等动物前往这个草原生态系统中繁殖或吃草。索馬利蘭有很多本地土生的动物，当中常见品种包括大旋角羚羊、野猪、非洲野驴、疣猪、羚羊、索马里绵羊、野生山羊和骆驼等等。此外，在索馬利蘭还可以找到多种鸟类和鱼。
索馬利蘭录得的最低温度是在埃里加博的−3.3 °C（26.1 °F），最高温度是在柏培拉的47.7 °C（117.9 °F）。
索馬利蘭全年平均温度在31 °C（88 °F）。

## 經濟

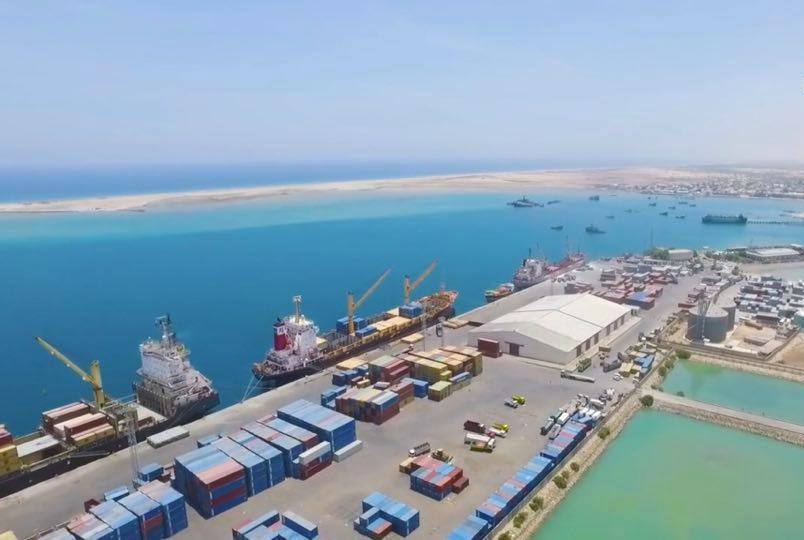
停靠在柏培拉港的轮船

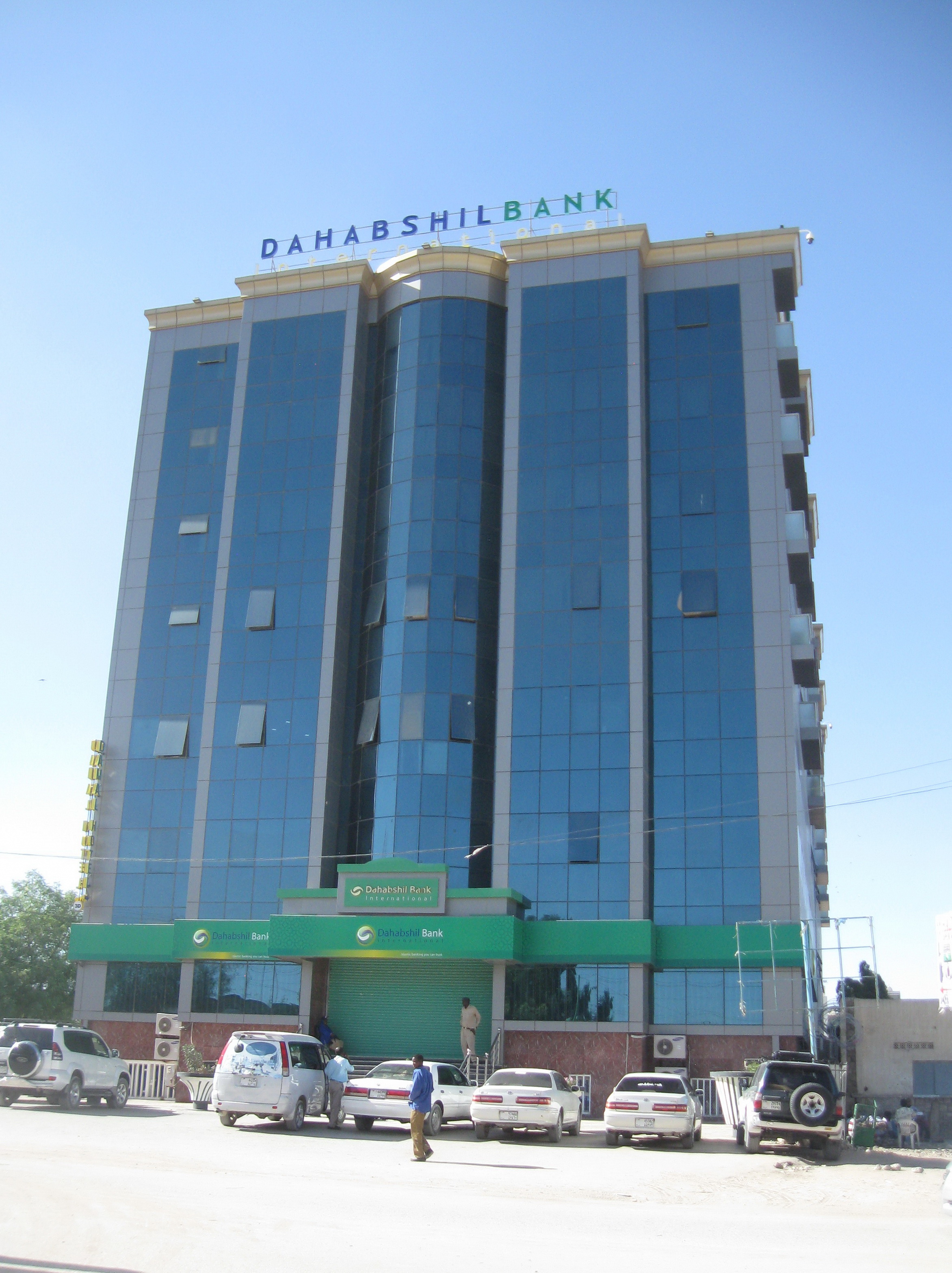
哈尔格萨的Dahabshiil大厦

索馬利蘭和索馬利亞比起來，因為政治較穩定，所以經濟的情況也較好，但是依舊是世界上最貧困的國家之一。索馬利蘭先令虽然稳定但却不是国际间认可的货币，目前还没有官方汇率，由作为中央银行的索馬利蘭銀行调控，此银行是在1994年依据宪法建立。2000年，索馬利蘭预算收入为750亿索馬利蘭先令，约合2,600万美元。政府收入的85%来自柏培拉港关税。
对外贸易在索馬利蘭经济中占有重要位置，還拥有位居交通要衝的良港柏培拉，但连年逆差。其中最大宗出口货物是家畜，估计可达2,400万头。单在1996年就有300万只家畜出口到中东地区。由于1998年暴发了裂谷熱，在1998年2月沙特阿拉伯宣布禁运所有来自索马里的动物产品进口之后，此项出口随即减少了超过75%，而此项货物占全部外汇收入的90%以上。
最终这项禁令在2006年12月被取消，使得索馬利蘭的畜牧业得以恢复。其他的出口商品包括牲畜皮、皮革、没药和乳香。
农业被认为是一个前景光明的行业，特别是粮食和园艺的生产。矿产业也很有潜力，虽然目前只包括沙石场，但是各种矿产储量丰富。當地的車輛有99%都是日本製造。
最近一次在索馬利蘭附近的调查显示该国拥有丰富的海上和内陆石油及天然气储量。在过去几年中已经有一些油井被开采，但是鉴于该国不被承认的现状，外国石油公司尚未與索馬利蘭交涉。
埃塞俄比亚在1993年5月厄利垂亞獨立後就成為內陸國家，索馬利蘭就成为埃塞俄比亚的重要出口通道，双方签订了条约以使得埃塞俄比亚可以有偿利用博拉馬出口和进口货物。

### 旅游业
自从索馬利蘭自行宣布分离后，当地的旅游业开始重新复苏。索馬利蘭拥有被认为是非洲之角最具吸引力的景点——拉斯·吉尔的石洞壁画。
据信有少量游客前往该国观赏此景点。这个景点位于哈尔格萨附近，于2002年被一支法国考古队发现。当地政府为了保护此遗迹因而限制游客进出数量。其他值得一去的景点包括位于哈尔格萨的自由拱门和城市中心的战争纪念馆。该国自然景观到处可见，位于哈尔格萨郊外的雙子山被索馬利蘭人认为是其伟大的自然地标。
旅游部部长也鼓励游客前往索馬利蘭的历史景点游览。Sheikh镇是一个靠近柏培拉的历史小镇，保有超过40年没有破坏的前英国殖民时期建筑。柏培拉也拥有具有历史意义的奥斯曼式建筑。另一个同样著名的历史城市是泽拉，泽拉曾经是奥斯曼帝国的一部分，也曾是也门和埃及的属地，还是19世纪重要的贸易中心。这个城市还以其前殖民地时期的建筑物、海边红树林、珊瑚礁和陡峭的悬崖以及海滩出名。索馬利蘭的游牧民族文化也吸引着游客，大多数游牧民生活在乡村。

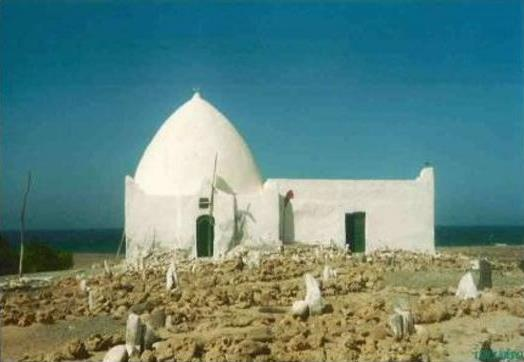
伊萨克部族的创始人谢赫·伊萨克的陵墓，位于Maydh，Sanaag
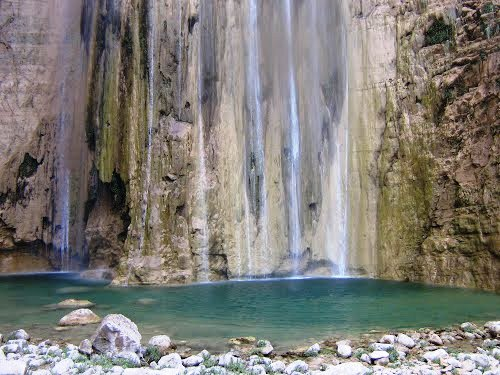
位於馬多山脈的Lamadaya瀑布
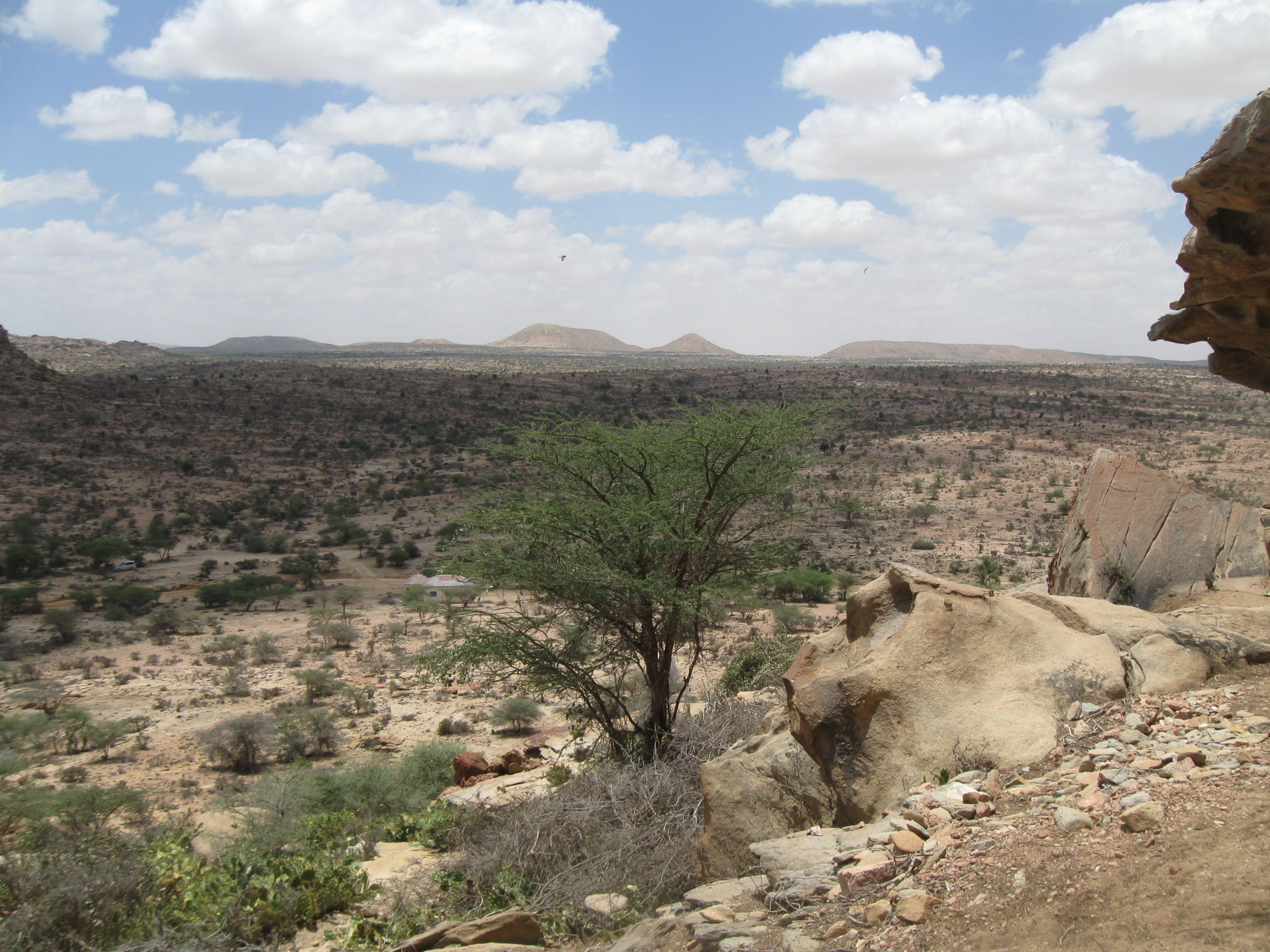
索馬利蘭野外
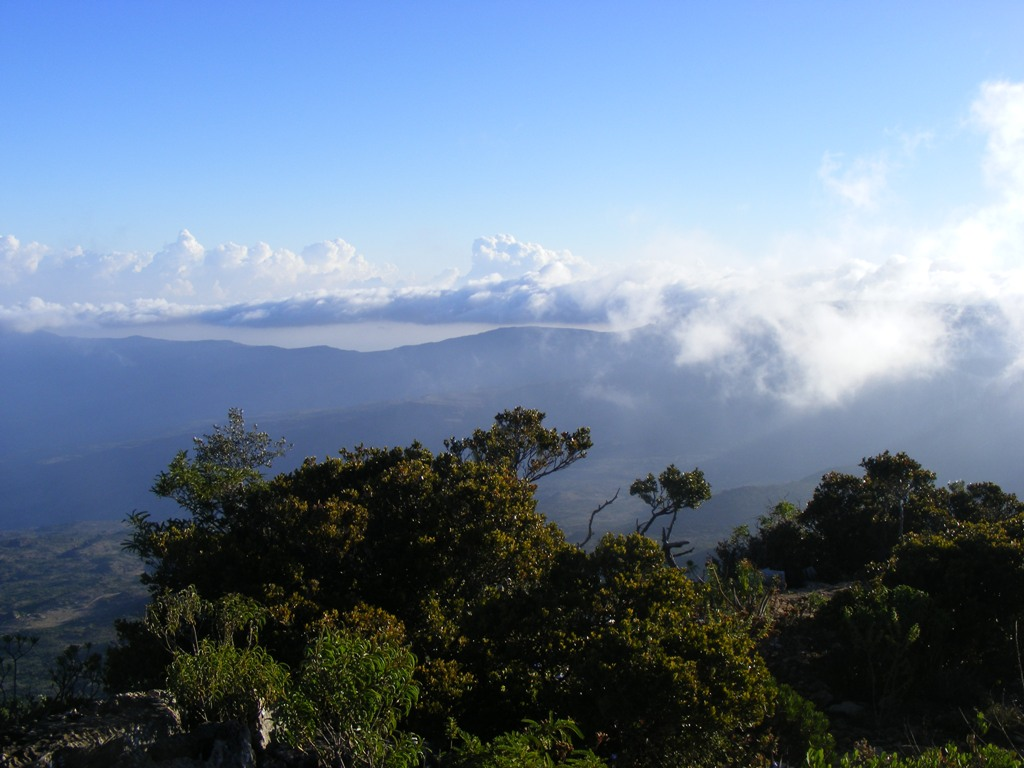
馬多山脈一景，該地孕育許多瀕危物種
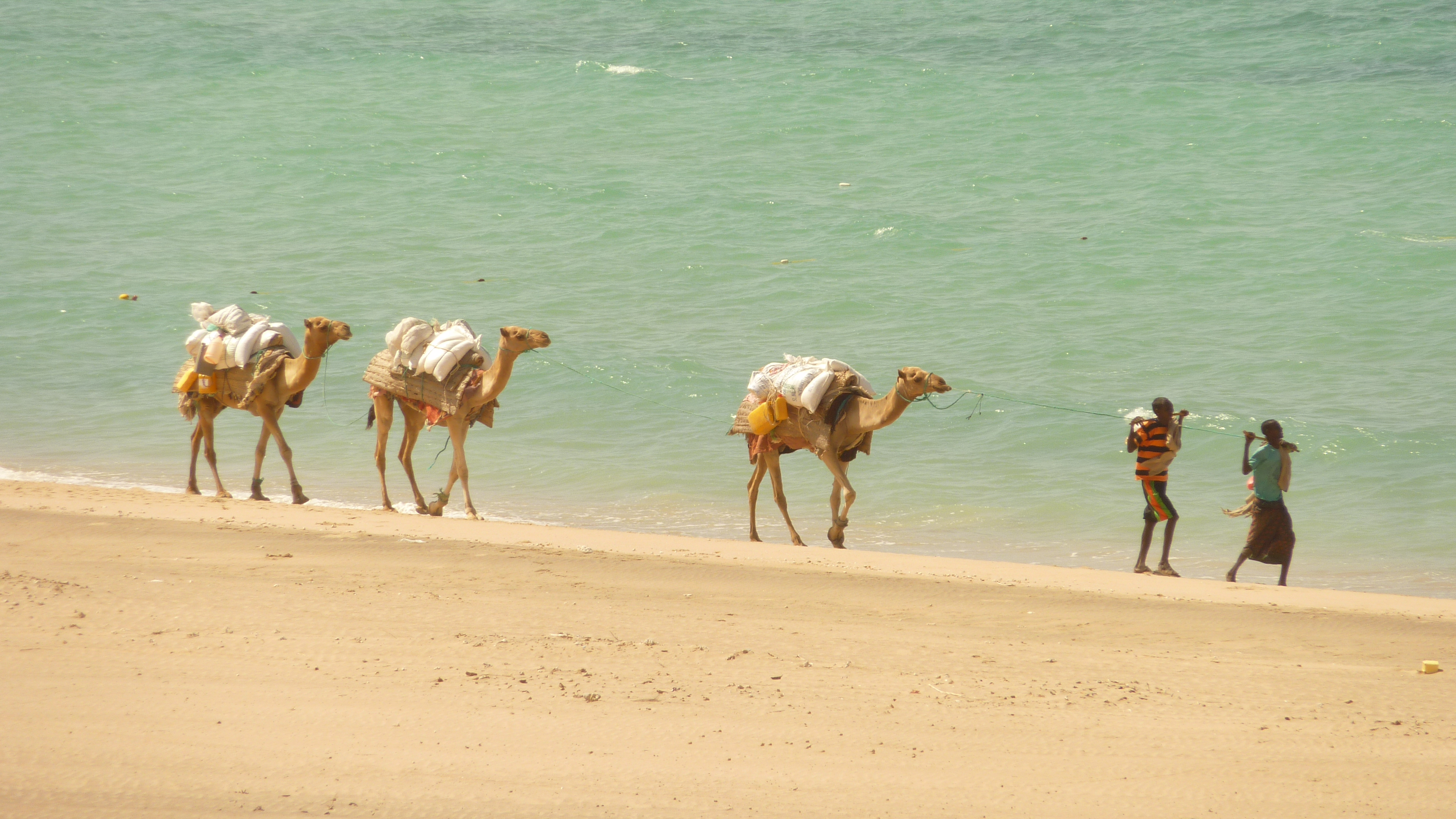
柏培拉海滩

## 语言与宗教

### 语言
索馬利蘭大多数人说这个国家的两种官方语言：索马里语和阿拉伯语，而2001年通过的宪法第6条则明令索馬利蘭的官方语言是索马里语。全国规定在校学生必修阿拉伯语，在清真寺中也是如此。学校中也传授和使用英语。
索马里语属于一种叫做低地东库希特语支，使用的人口主要居住在埃塞俄比亚，索马里，吉布提和肯尼亚。东库希特语是库希特语族的一个分支，而后者又是属于闪含语系的一部分。阿拉伯语则是闪含语系中使用人口最多的一种。
使用最广泛的主要索马里方言是公共索马里语，指的是一种包括很多种子方言的语言，使用各种子方言的人可以很容易得互相交流。公共索马里语在索馬利蘭的大部分地区使用，也在索马里和其邻近地区（埃塞俄比亚，吉布提和肯尼亚），同时还是索馬利蘭广播站使用的语言。
语言使用的熟练程度在索马里社会是十分有价值的；一个檢察官，一个軍官，一个政治家或者一个毛拉，他的能力其部分是由言辞表达的熟练度来决定的。在这样一个社会，口传诗歌成为了一种艺术，而一个人如能用一种或多种格式造出诗句就能提高其社会地位。传统上，在政治性或宗教集会上的演讲者以及在法庭上的当事方都被要求能够使用诗歌或诗歌形式的谚语。甚至日常谈话交流中使用的语言也倾向使用具有简洁，生动的诗歌体，这种说法方式的特点是使用言简意赅同时押韵。
在革命前的时代，英语在教育系统和政府中占统治地位。然而一个突出的问题是社会阶层的发展要基于对一种外语的掌握。相对少数比例索马里人（少于10%）能够掌握这样一种语言，通常是英语，进而能够获得政府中的职位，以及少数现代私人企业中的管理或技术职位。这些人就渐渐地与他们那些说只能索马里语的同胞分离了，但是由于中学和大多数政府职位是在市区，社会阶层和语言文化的隔阂很大程度上就是城乡差别。
甚至在1969年革命之前，索马里人就已经意识到由于语言和文化差别在普通索马里人和政府中任职的索马里人之间的社会阶层差别和分离。因此1972年决定将一种拉丁索马里文定位官方文字，并要求在政府中使用以消除语言障碍和对识字能力增长的阻碍。
在使用多年拉丁索马里文之后，索马里官员被要求学习正确的文字，并尝试于1973年推广至市区和乡村的索马里定居民，在1974－1975年推广至乡村的索马里游牧民。虽然在1973年之前很少有使用新语言的课本，但是在大多数情况下新的书中都是描绘了政府关于索马里历史和发展的前景。索马里学者也成功发展出一套词汇表用来形容多种多样从数学、物理到行政和意识形态等不同的需要。

### 宗教
伊斯兰教是其国教，幾乎所有索馬利蘭人都是伊斯兰教逊尼派穆斯林，通常在周五下午聚会进行布道和团体祈祷。虽然索馬利蘭仍然存在伊斯兰教之前的传统宗教，但是伊斯兰教对于索马里人来说是极其重要的，认为是其国民象征。许多社会习俗来自他们的伊斯蘭教法，例如多數女性在公共场合都会戴盖头，同性別才能握手，不吃猪肉、不赌博、不饮酒，同时任何形式的利息不支付也不收受，每個人依其虔誠的程度遵守清規，寬嚴亦不相等。
但还是有天主教的传教活动。殖民地时期英属索馬利蘭是属于天主教阿拉伯宗座代牧区，就像加拉代牧区（包括法属索馬利蘭以及其它的埃塞俄比亚主要领土）依赖于方濟會的嘉布遣兄弟会。

## 行政区划
索馬利蘭共和國有效控制區的行政區劃分為一級行政區（州）與二級行政區（區），目前共有6州、22區。

### 一級行政區

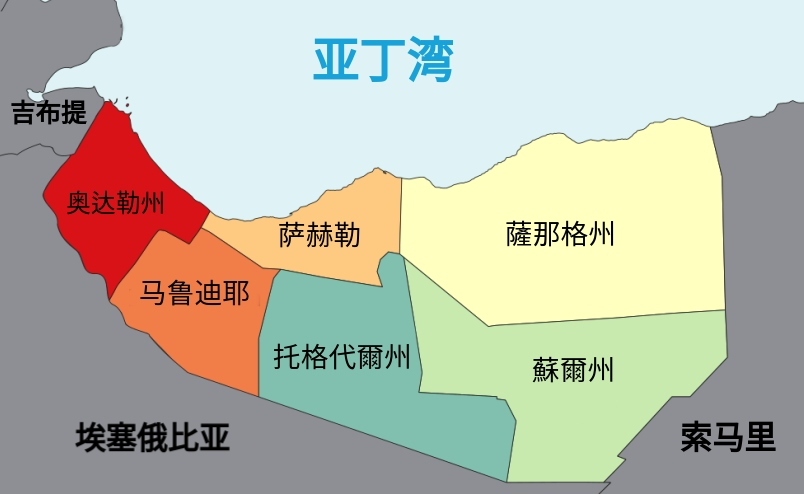
索馬利蘭的一級行政區

| 右圖序號 | 行政區           | 首府       | 面積 （km2） | 人口密度 （km2） |  |
| 1        | 奧達勒州         | 博拉馬     | N/A          | N/A              |  |
| 2        | 沃戈伊加勒貝德州 | 哈爾格薩   | N/A          | N/A              |  |
| 3        | 薩赫勒州         | 柏培拉     | N/A          | N/A              |  |
| 4        | 托格代爾州       | 布拉奧     | N/A          | N/A              |  |
| 5        | 蘇爾州           | 拉斯阿諾得 | N/A          | N/A              |  |
| 6        | 薩那格州         | 埃里加博   | N/A          | N/A              |  |

### 二級行政區

索馬利蘭二級行政區劃（非現況）

索馬里蘭二級行政區劃共有22個區，每區按人口、預算、經濟規模分為A、B、C三級，最高為A級。州首府所在地區必為A類（依據地方自治法第9條）。

| 區名   | 級別 | 所屬州份 |
| ------ | ---- | -------- |
| 博拉馬 | A    | 奧達勒州 |
| 塞拉   | B    | 奧達勒州 |
| 盧加雅 | C    | 奧達勒州 |
| 巴奇   | C    | 奧達勒州 |

| 區名        | 級別 | 所屬州份   |
| ----------- | ---- | ---------- |
| 哈爾格薩    | A    | 馬魯迪耶州 |
| 佳比雷      | A    | 馬魯迪耶州 |
| Baligubadle | B    | 馬魯迪耶州 |
| Salahlay    | B    | 馬魯迪耶州 |

| 區名         | 級別 | 所屬州份 |
| ------------ | ---- | -------- |
| 埃里加博     | A    | 薩那格州 |
| 艾勒阿富維恩 | B    | 薩那格州 |
| Garadag      | C    | 薩那格州 |
| 巴丹         | C    | 薩那格州 |
| 達哈爾       | C    | 薩那格州 |

| 區名       | 級別 | 所屬州份 |
| ---------- | ---- | -------- |
| 拉斯阿諾得 | A    | 蘇爾州   |
| 埃因納博   | C    | 蘇爾州   |
| 胡敦       | C    | 蘇爾州   |
| 塔雷赫     | C    | 蘇爾州   |

| 區名     | 級別 | 所屬州份   |
| -------- | ---- | ---------- |
| 柏培拉   | A    | 薩赫勒州   |
| 謝赫     | C    | 薩赫勒州   |
| 布拉奧   | A    | 托格代爾州 |
| 歐德韋內 | B    | 托格代爾州 |
| 布胡德雷 | B    | 托格代爾州 |

### 區劃沿革

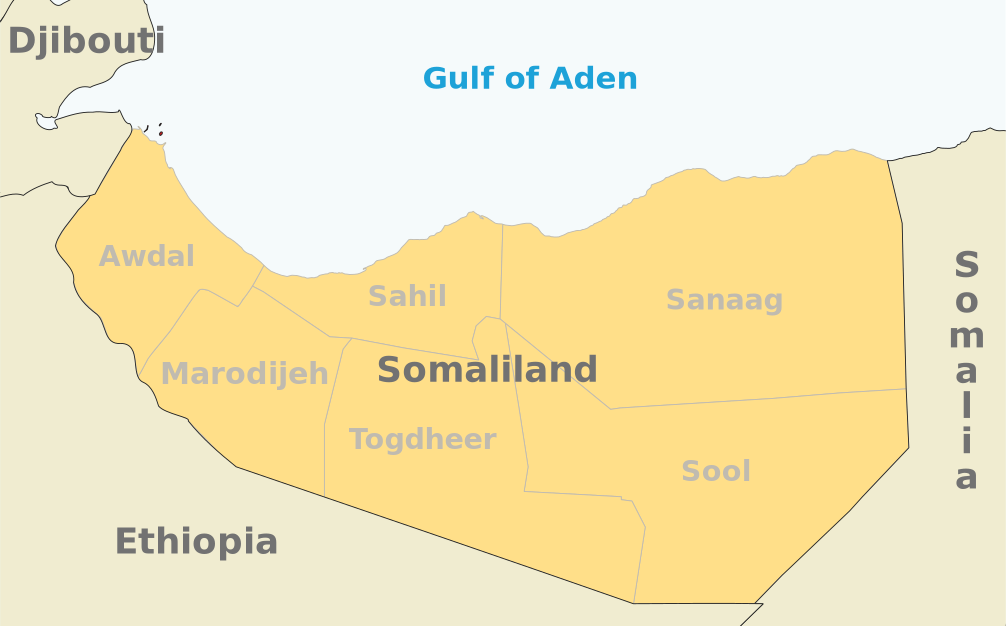
索馬利蘭地圖（截至2008年3月21日）

不同時期的區劃差異

在2008年3月21日之前，索馬利蘭政府仍沿用索馬里統一時所涵蓋的6個行政區︰
1. 奧達勒州
2. 沃戈伊加勒貝德州
3. 薩赫勒州
4. 托格代爾州
5. 蘇爾州[註 2]
6. 薩那格州[註 2]

同年3月22日，總統达希尔·雷亚莱·卡欣發表了一份「總統新聞聲明」，宣佈從已有的行政區劃中成立6个新的行政區和16个新區。同年5月15日，總統又發表了一份「總統新聞聲明」，宣佈成立第13個行政區。
至此，索馬利蘭境內現今共有13個州。
| 行政區名 | 原屬地區         |
| -------- | ---------------- |
| Gabiley  | 沃戈伊加勒貝德州 |
| 巴罕     | 薩那格州         |
| 布侯德列 | 托格代爾州       |
| Salal    | 奧達勒州         |
| Sarar    | 蘇爾州           |
| Odweyne  | 托格代爾州       |
| Hawd     | 沃戈伊加勒貝德州 |

| 區名           | 所屬行政區 | 原屬地區   |
| -------------- | ---------- | ---------- |
| Haji Salax     | Odweyne    | 托格代爾州 |
| Kalabaydh      | 蘇爾州     | -          |
| Wajale         | Gabile     | 托格代爾州 |
| Widh-widh      | 布侯德列   | 蘇爾州     |
| Qorulugad      | 布侯德列   | 托格代爾州 |
| Go’Da Weyne    | 薩赫勒州   | -          |
| Harasheekh     | Odweyne    | 托格代爾州 |
| Raydab Khatumo | Odweyne    | 托格代爾州 |
| Garba Dardar   | Salal      | 奧達勒州   |
| Boon           | Sala       | 奧達勒州   |
| Harirad        | Salal      | 奧達勒州   |
| Las Idle       | 薩赫勒州   | -          |
| War Idad       | Sarar      | 薩那格州   |
| Elal           | Sarar      | 托格代爾州 |
| War Imran      | 托格代爾州 | -          |
| Magalo Ad      | 奧達勒州   | -          |

## 文化

### 部族系统
索馬利蘭大致人口有350万。索马里社会是由部族氏族组成，每个氏族大小从5,000至超过50,000。索馬利蘭最主要的部族家族是伊萨克氏族。第二等重要同时也是现在总统来自的氏族是Gadabuursi。其他氏族包括Issa、Gabooye和索馬利蘭Harti例如Warsangali和Dhulbahante（Darod部族的分支）。Warsangali和Dhulbahante主要生活在蘇爾、薩那格及索馬利蘭托格代爾地区的一小部分，而伊萨克氏族主要生活在沃戈伊加勒貝德、托格代爾、薩赫勒、奧達勒东部和南部，薩那格西部和蘇爾西部。Gadabursi氏族生活在这个国家的西部，包括奧達勒地区和部分佳比雷區。
部落氏族按照血统的不同而分成2,500至10,000数量不等的成员。对于索马里人来说只要知道名字和所属部族就可以知道他们的关系。部族间的歧视在索馬利蘭是严格禁止，索馬利蘭政府规定每个部族都是平等的。

### 婚姻
只要双方是穆斯林，大多数索馬利蘭人就可以自由结合。在那种安排的婚姻中新娘通常比新郎小很多。和来自母亲家族的表亲（不同血统）结婚传统上是受到欢迎的，因为这能使家族联盟更加牢固，但这种现象之前并不多见。保有贞洁对一个女性来说比婚姻更重要。此外离婚在索馬利蘭是合法的。自由婚姻正变得越来越普遍并成为索馬利蘭婚姻的大多数，但即使这样的结合也受到双方部族的影响。

### 饮食
在索馬利蘭人家中做客时，吃饭的时候留下一点食物在盘子中是礼貌的做法。因为这样就意味着告诉主人已经吃饱了。而如果吃光盘子里的食物就表示还是很饿。大多数索马里人并不是那么严格得遵守这项习俗，但在盘子里留下一点礼物总是比较礼貌的做法。传统上每天的正餐是在午饭时间进行的，索马里人通常是以一种叫做啦喉赫（La'hooh）的面包，肝脏，烤面包，由小米粥或麦片粥开始。午餐可以是混合米饭或面条以及肉类和酱汁。当意大利人统治非洲之角的时候，他们给索馬利蘭人带来了一些东西例如意大利麵（索马里语叫做），同时他们还在南部种植香蕉。

### 教育
1998年在博拉马成立了第一所大学阿蒙德大学，在哈尔格萨有哈尔格萨大学。有两份主要日报《共和国人》以索文和英文出版；《小骆驼》以索文出版。索馬利蘭政府电台为哈尔格萨电台。

## 交通

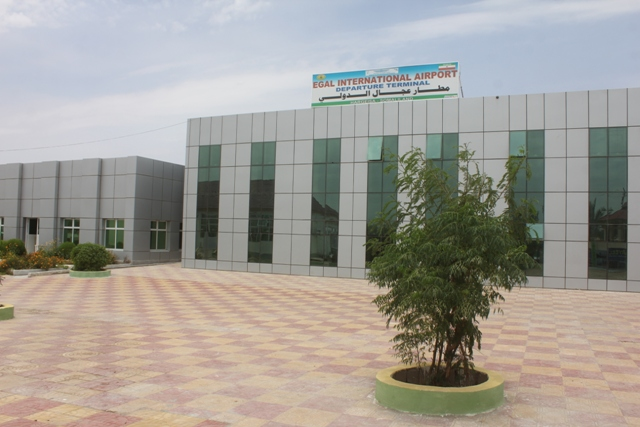
位于哈尔格萨的埃加勒国际机场

索馬利蘭交通运输业落后，境内以公路为主，无铁路。

### 水运
海上运输占重要地位，主要港口有柏培拉。1997年，欧盟出资对柏培拉进行了一定程度的现代化改造。

### 空运
首都哈尔格萨設有埃加勒国际机场可起降大型客机，另外博拉马與布拉奥也有机场。现在有三家航空公司航空、航空和埃塞俄比亚航空为索馬利蘭提供服务。。联合国运送援助物资的飞机也经常在索起降。

### 通讯
1999年，每千人中固定电话及移动电话的拥有量为1.5部。

## 人口
2021年的人口預估為約570萬，相比起1991年的人口估計250-350萬之間已翻倍，當時首都哈爾格薩約有50-80萬人口。但是以上的估計並非最可靠，因為自1991年以後，索馬利蘭，乃至整個索馬利亞，都沒有進行過任何的人口普查，而且，該地區還經歷了迅速的城市化進程。

### 其他来源
- Somaliland（Catholic Encyclopedia） （页面存档备份，存于）

## 外部連結
- 索馬利蘭官方网站 （页面存档备份，存于）
- 索马里语和英语新闻网站
- 上相关文章 - 提供索馬利蘭上次大选历史背景和信息
- 索馬利蘭广播电台 （页面存档备份，存于） - 索马里语、英语，更新及时
- 索馬利蘭时报 （页面存档备份，存于）
- BBC上有关索馬利蘭的国家资料 （页面存档备份，存于）
- 英国国会就是否承认索馬利蘭的辩论 （页面存档备份，存于）, 2004年2月4日由Tony Worthington发起
- 索馬利蘭寻求国际承认获得进一步支持 （页面存档备份，存于）